# South Sudan Defence Force
La South Sudan Defence Force SSDF (Força de Defensa del Sudan del Sud FDSS) fou la branca armada del United Democratic Salvation Front, creat a conseqüència dels acords de Khartum de l'abril 1997 pels moviments implicats en el pacte amb el govern sudanès.
El cap militar era Paulino Matiep però de fet el seu control real només era sobre la zona de Bul Nuer; el seu principal lloctinent era el major general Gordon Kong, i seguien Ismael Konyi, Emanuel Ambrose, Elio Benson Otome, John Machmadit, Atel Benjamin Bill, i Simon Gatwich Dual. Les tres zones estaven dirigides per Tom Anour a Bahr El Gazal, i Mou Mou Deng com lloctinent; Martin Terensio a Equatoria amb Emanuel Ambrose com a lloctinent; i Gabriel Tang a Alt Nil amb Thon Amum Kerjok com lloctinent. Les unitats estaven dividides en zones (deu), sectors i subsectors.
Integraven les South Sudan Defense Force les següents organitzacions (algunes faccions d'organitzacions que hi estaven integrades inicialment):
- United Democratic Front (UDF), de Peter Sule, que en va sortir a finals del 2003 restant com organització separada.
- South Sudan Unity Movement (SSUM), de Paulino Matiep (comandant en cap del conjunt) amb James Gatduel com a lloctinent (aquest va formar una milícia pròpia el maig del 2003)
- South Sudan Independent Movement (SSIM) de Tito Biel i James Leah. que de fet no van reconèixer al màxim comandament de les SSDF (integrada a la SPLA el 2003)
- Nuer Force, de Gordon Kong, ex membre de l'Anya-Anya II i nominal subordinat de Paulino però actuant amb molta autonomia
- Equatoria Defence Force (EDF) de Theofilo Ochan, el 5 de març del 2004 se'n va separar i es va unir a la SPLA
- Equatoria Defense Force II de Fabiano Odongi, escissió de l'anterior. Va acabar passant al servei del govern del Sudan.
  - Didinga Force, milícia formada a Equatoria pels didinga dirigits pel general Peter Lorot; l'organització es va desintegrar després del 2002 quan la major part dels seus membres van anar retornant al SPLA. La resta va passar al servei del govern del Sudan el 2005.
  - Boyya Force (o Boya Forces), milícia formada a Equatoria pels boyya (buya o taposa), poble pastor, dirigits pel coronel Muhammad Losek. l'organització es va desintegrar després del 2002 quan la major part dels seus membres van anar retornant al SPLA. La resta va passar al servei del govern del Sudan el 2005.
  - Madi Force, milícia formada per l'ètnia dels madis a Equatoria.[1]
- Bor Group (Bor Salvation Force), fundat per Aron Thon Arok (vers 1995, el 1998 Arok va morir en accident d'avió) i dirigit per Kelia Riak i el Major Deng Kelei, escissió de la SPLA; basat a Bor. Alguns membres van passar al servei del govern del Sudan però l'organització en conjunt es va unir al SPLA el 2006.
- South Sudan Independence Group (SSIG) de Kawach Makuei, antic membre de l'Anya-Anya II i després del SPLA, empresonat per Garang del 1984 al 1993; basat a Aweil.
- SPLA-Bahr al-Ghazal, fundat per Kerubino Kwanyin Bol i dirigit després de la seva mort per John Machamdit. El 1998 Kerubino, tot i haver recuperat el seu rang (i ascendit a general) a l'exèrcit sudanès i ser ministre del sud, va abandonar al govern i es va passar a la SPLA, actuan a Bhar al-Ghazal, però a la seva mort el grup va retornar a la SSDF.
- The Mobile Force Group, format per elements de tots els membres de la SSDF en nombre de tres mil i amb base a Juba, dirigits pel general Benson Kuany, ex membre de l'Any-Anya I i II. Depenien del govern sudanès que va traslladar a aquests homes a Malakal després d'un incident armat.
- Mundari Force, milícies dirigides pel general Kelement Wani, un dels pocs sobrevivents de l'Anya-Anya I i oficial general de l'exèrcit sudanès. Les seves forces venien en majoria del SPLA i tenien base a Terakaka al nord de Juba. Wani era vicepresident del Consell Transitori del Sud. Després del 2005 Una facció (Mundari Force II) es va passar al govern del Sudan (tot i reconèixer a Wani com a cap) i una altra va restar com a milícia privada de Wani; la resta es va integrar al SPLA el 2007.
- Mundari Force II del general Kelement Wani, vegeu l'anterior.
- Bari Force (Bahr Jebel Peace Force) o Jebel Force I, de Paulino Lonyumbek, un metge que dirigia les milícies dels bari a Juba, Mongalia i altres llocs.
- Bari Force II (Bahr Jebel Peace Force), grup escindit de l'anterior que va passar al servei del govern del Sudan.
- Murle Force, milícia formada per l'ètnia murle, pastors i guerrers, que finalment fou atreta per la SSDF. Ismael Konyi és el seu cap, i és també major general i sultà (també té un alt càrrec del govern a l'Estat de Jongelei)
- Dinka Force dirigides pel vell Sultan Abdel Bagi i el seu fill Hussein, operen a Bahr el Ghazal. Des del 1983 van entrar al SPLA però el 1997 van donar suport a Machar. El 2002 van ajudar el govern sudanès a reconquerir Gogriel i van esdevenir la Peace and Reconstruction Brigade.
- Shilluk Force, milícies dels shilluk basadas a Malakal, Fashoda i Tonga, dirigides per Awad Jago
- Peace Force, dirigides pel general sudanès El Tom Anour, formades per membres de 24 tribus dels fertit, pagesos una mica islamitzats; dominen part de Wau, i el SPLA domina l'altra part
- Pangak Peace Forces de Gabriel Tang Yangi, 400 homes operant a Bashlakon, Fangak, Deil, Kwerkan, Kwerdaf, Faguer, Fag, Kaldak i Dor. Després de l'acord de pau de 2005 es va passar al govern del Sudan.
- Dolieb Hill Forces, un petit grup d'uns 50 homes dirigit per Thmas Maboir (resident a Khartoum) operant a l'àrea de Dolieb Hill a 10 km de Malakal, a Waj Maboor Khor Flus i a Dhor; era un grup supeditat al govern del Sudan.
- Pariang National Forces (GUM), operant a Pariang, Mankwa, Beo El Madarasa i El Gor. Dirigides pel general Samuel Mayek. Les negociacions per la seva unió al SPLA li va suposar algunes escissions.
- Facció de Peter Gadet, del general Peter Gadet, operant a Wantay, Bentiu i Rukbbona.
- Fargat Forces (Jebel Forces I) de Gabriel Tang Ygany, va passar al servei del govern del Sudan.
- Fargat Forces (Jebel Forces II) del general John Bot, operant a Kaldak, Dolieb Hill i Canal Mouth.
- Sobat Force de Simon Yei, operant a Khor Flus.
- Facció de Saddam Shayot, operant a Adar, Balkot, Langshem, Gbor, Machar, Malual Garth, Renk, Shomdi i Longchuk, va passar al servei del govern del Sudan.
- Mading Forces del coronel Chol Gayak, operant a Nasir, Ketbek, Mading i Malual, unit al SPLA.
- Mading Forces del coronel Peter Tuaj, operant a Nasir, Ketbek, Mading i Malual, va passar al servei del govern del Sudan.
- Grup de Simon Gatwich, del general Simon Gatwich, operant a Yulai, Malut i Waat.
- Peace and Reconstruction Brigade (Aweil Grup I) de Sultan Abdel Bagi. Una part, dirigida pel fill de Sultan Abdel Bagi, va refusar la unió amb el SPLA el 2005 i el grup es va dividir. El procés d'unificació al SPLA no es va completar fins al 2007.
- Peace and Reconstruction Brigade (Aweil Grup II) del general Abdel Aki Akol.
- Facció de James Gai, escindida del SSIM, operant a Bentiu i Rubkona. No es va unir al SPLA després de la declaració de Juba i va quedar al servei del govern del Sudan.
- Facció de Tut Guluak, escindida del SSIM, operant a Mayom and Wankay. No es va unir al SPLA després de la declaració de Juba i va quedar al servei del govern del Sudan.
- Facció de Bafanj Mantuel, petit grup escindit de les Pariang National Forces (GUM), operant a Fariang, Mankien i Kwach. No es va unir al SPLA després de la declaració de Juba i va quedar al servei del govern del Sudan.
- Facció Fariang, escindida del GUM (Pariang National Forces), operant a Fariang. No es va unir al SPLA després de la declaració de Juba i va quedar al servei del govern del Sudan.
- Adong Peace Forces, operant a Adong, Baiet i Ulang; es va dividir en dues faccions i ja no s'esmenta el 2006, probablement absorbides o desintegrades.
- SSDF-Abyei, de Thomas Thiel, les forces a la regió d'Abyei, va passar al servei del govern del Sudan el 2005. Thiel va ser cridat a Khartum per haver atacat forces de l'ONU però la seva milícia va romandre a Abyei.
- Grup Nasir (Thorjikany), del general Gordon Kong, va passar al servei del govern del Sudan el 2005. Va formar un partit, l'Aliança Democràtica Unida del Sudan del Sud/South Sudan United Democratic Alliance, SSUDA, que va quedar sota la direcció política de David de Chan (setembre del 2005); el 2006 Gordon Kong i el seu lloctinent Gabriel Tanginya van agafar la direcció militar del que quedava de la South Sudan Defence Forces, que seria el seu braç militar; el setembre del 2007 aquesta organització i la SSUDA foren dissoltes i unides al Fòrum Democràtic del Sudan del Sud/South Sudan Democratic Forum, SSDF) per formar el Front Democràtic del Sudan del Sud/Southern Sudan Democratic Front (SSDF) amb Samuel Galuak de secretari general (abans havia estat secretari del Fòrum); el partit obeeix els dictats del general Bashir, president del Sudan i del governant Partit del Congrés Nacional del Sudan (NCP). Tot i així les dues organitzacions SSUDA i South Sudan Democratic Forum van seguir existint doncs una part dels membres van rebutjar participar en el nou partit.
- Sabri Akol Force, del coronel Sabri Akol operant a Akoka, Fammadit i Rom, va passar al servei del govern del Sudan.
- Akoka Peace Forces del general Thon Ammum, va passar al servei del govern del Sudan.
- Dinni Forces del general Hasan Doyak, va passar al servei del govern del Sudan.
- Facció Yuai del coronel Davi Hot Lual, va passar al servei del govern del Sudan.
- Balkok Forces, del general John Duet, va passar al servei del govern del Sudan.
- Facció de Muhammad Chol al-Ahmar (Northern Upper Nile Grup) del general Muhammad Chol al-Ahmar, va passar al servei del govern del Sudan.
- Facció de William Deng (Mellut Peace Force del Northern Upper Nile Grup) del coronel William Deng, va passar al servei del govern del Sudan.
- Facció de Musa Dula (Northern Upper Nile Grup) del coronel Musa Dula, va passar al servei del govern del Sudan.
- Facció d'Allak Deng (Northern Upper Nile Grup) del coronel Allak Deng, va passar al servei del govern del Sudan.
- El Naser Popular Defence, del general El Tom El Nur Daldom, va passar al servei del govern del Sudan.
- Kaltok Forces del tinent coronel Gabriel Mading operant a Kaltok, va passar al servei del govern del Sudan.
- Toposa Forces del cap tribal Lokipapa i el general Justin Akodo, va passar al servei del govern del Sudan.
- Lafon Forces del capità Kamal R. Beligo, va passar al servei del govern del Sudan.
- West Equatoria Popular Defence del coronel Steward Soroba, va passar al servei del govern del Sudan.
- Pibor Defence Forces del general Ismael Konyi (Ismail Konye). El 28 de setembre de 2006 Konyi, que havia estat governador de l'estat de Jonglei, es va unir al SPLA amb la seva milícia després de ser nomenat representant del Front Democràtic Unit a l'Assemblea del Sudan del Sud.[2]

Forces aliades:
- SPLM/SPLA-United, dirigit per Lam Akol; escissió del SPLA, va signar el setembre del 1997 un acord amb el govern, paral·lel al de Machar, conegut com a Acord de Fashoda. No fou membre del SSDF però hi col·laborà estretament. Lam però no va acceptar el lideratge de Machar. El 2003 es va passar al SPLA.
  - SPLM/SPLA-United II escissió de la SPLM/SPLA-United dirigida pel general James Othow, operant a Tonga, Warjok, Wau, Shilluk, Wardokana, Dhor. Unit al SPLA el 2006.
    - SPLM/SPLA-United II-United Faction, del general Ashuang Arop, unit al govern del Sudan.
- South Sudan Liberation Movement (SSLM), de base nuer, anuak i murle, sorgida vers 1995. Encara que fora del SSDF, hi va col·laborar estretament. El líder era Gabriel Yolal Doc i operava a Akobo. Va passar al servei del govern del Sudan
  - Akobo Forces (SSLM/SPLA II) del general Timothy Taban, escindit de l'anterior, també va passar al servei del govern del Sudan

## Unió al SPLM/SPLA
Una part de les forces que integraven la SSDF i les aliades es van integrar a l'Exèrcit d'Alliberament del Poble Sudanès el gener 2006, després de la mort de John Garang el 2005. L'acord conegut com a Declaració de Juba fou signat a Juba entre el president del Govern (autònom) del Sudan del Sud Salva Kiir Mayardit i el cap de la SSDF Paulino Matip el 8 de gener de 2006. Les Pariang National Forces foren les que més van demorar el procés d'unió que es va completar el 2007. Diverses faccions que servien de fet al govern (algunes foren creades per aquest) o que no van obtenir el que demanaven del SPLA, van passar al servei del govern del Sudan.

## Nota
1. ↑  aquestes tres darreres milícies estaven dirigides per caps locals però el comandament suprem de totes corresponia a Martin Kenyi de la Equatoria Defense Force
2. ↑  L'Asamblea nacional del Sudan va reservar 17 escons a les forces d'oposició del sud que van quedar repartits entre el Front Unit Democràtic de Salvació (United Democratic Salvation Front), el Front Democràtic Unit (United Democratic Front), el Fòrum Democràtic del Sudan del Sud (South Sudan Democratic Forum), i la Unió Nacional Africana del Sudan (Sudan African National Union); l'Assemblea del Sudan del Sud va repartir els escons entre les diverses forces fins a les eleccions